# Joseph Claude Grézard
Pour les articles homonymes, voir Grézard.
Joseph Claude Grézard, né le 31 juillet 1767 aux Abrets, mort le 11 mars 1826 à Dijon (Côte-d'Or), est un militaire français de la Révolution et de l'Empire.

## États de service
Il entre en service le 13 février 1784, comme soldat au 16e régiment de cavalerie, il passe brigadier le 1er janvier 1791, et maréchal des logis le 15 mai suivant. Adjudant sous-officier le 1er avril 1793, sous-lieutenant le 29 octobre de la même année, il fait les campagnes de 1792 et 1793, aux armées de la Moselle et du Nord. 
En octobre 1793, placé à l’arrière-garde de la division du général Hédouville, il charge à la tête de 30 cavaliers, un bataillon autrichien embusqué dans une houblonnière, le disperse et lui fait 89 prisonniers. Lieutenant le 12 février 1794, et capitaine le 13 juillet suivant, il fait les guerres de l’an III à l’an IX, aux armées de Sambre-et-Meuse, du Danube et du Rhin.
Le 3 décembre 1799, à l’affaire de Neckargemünd, à la tête d’un escadron, il charge le régiment de hussards de Kieser, qui allait s’emparer de 2 pièces de canon, le repousse deux fois et dégage les 2 bouches à feu, ainsi que quelques compagnies de la 27e demi-brigade de ligne. Il reçoit son brevet de chef d’escadron le 12 mai 1800, et au mois de décembre suivant, suivi de 25 cavaliers, il traverse à la nage au milieu de la nuit, l’Art-Mil, rivière très encaissée et d’un abord difficile, tombe inopinément sur une grand-garde d’infanterie et de cavalerie autrichiennes, lui enlève 4 hussards, le reste ne doit son salut qu’à l’obscurité de la nuit. 
Il est nommé major au 6e régiment de dragons le 29 octobre 1803, et il est fait chevalier de la Légion d’honneur le 25 mars 1804. En 1806 et 1807, il participe aux campagnes de Prusse et de Pologne, au sein de la Grande Armée, et il est promu colonel le 20 septembre 1806, au 3e régiment de dragons. Il est promu officier de la Légion d'honneur le 11 juillet 1807. En 1809, il fait la campagne d’Allemagne. Il est créé baron de l’Empire le 11 juin 1810, et il est admis à la retraite le 2 août suivant.
Lors de la seconde Restauration il est fait chevalier de Saint-Louis par le roi Louis XVIII, commandeur de la Légion d’honneur le 1er mai 1821, et il est admis définitivement à la retraite le 20 juin 1824 avec le grade de maréchal de camp honoraire. 

## Dotation
- Dotation de 4 000 francs de rente annuelle sur les biens réservés en Trasimène le 17 mars 1808.

## Armoiries
| Figure | Nom du baron et blasonnement |
| ------ | --- |
|        | Armes du baron Joseph Claude Grézard et de l'Empire, décret du 19 mars 1808, lettres patentes du 11 juin 1810, commandeur de la Légion d'honneur Écartelé, au premier d'azur au casque de profil d'or ; au deuxième des barons tirés de l'armée, au troisième de gueules à l'étoile d'argent en abyme ; au quatrième d'azur à la croix formée de pointes alternantes de gueules et d'argent, cantonnée de quatre têtes de léopard d'or. Livrées ; bleu, rouge, blanc, jaune. |